# Quinton Flynn
Quinton Joseph Flynn, född 10 oktober 1964 är en amerikansk skådespelare, röstskådespelare, författare, komiker och musiker.

## Filmografi

### Animerade serier
- Aladdin – Övriga röstroller
- Animaniacs – Joey Tribbiani, Ross Geller
- Gingers dagbok – George Magrority
- Avatar: Legenden om Aang – Mugger Tycho (Episod 3])
- The Avengers: världens mäktigaste hjältar – Malekith the Accursed
- Kodnamn Grannungarna – Övriga röstroller
- Detention – Övriga röstroller
- Fantastic Four – Human Torch/Johnny Storm
- Freakazoid – Övriga röstroller
- Generator Rex – Beau
- Grymma sagor med Billy & Mandy – Professor Gaylord (The Dinobonoids), Jurasic Creeps #2 och 4, Brandon
- Histeria! – Övriga röstroller
- Mitt liv som tonårsrobot – Sheldon Lee, Don Prima, Silver Shell
- Poochini's Yard – Övriga röstroller
- The Real Adventures of Jonny Quest – Jonny Quest (säsong 2)
- Robot Chicken – Elmer Fudd, Draco Malfoy, Swiper the Fox, Sir Topham Hatt, övriga röstroller
- Scooby-Doo! Mystery Incorporated – Gus Boggs, Daniel "Fantzee Pantz" Prezette
- Sonic Underground – Övriga röstroller
- Stuart Little: The Animated Series – Snowbell (11 episoder)
- Teen Titans – Lightning
- Timon och Pumbaa – Timon (Säsong 1)
- Xyber 9: New Dawn – Mick

### Anime
- Bleach – Kon, Guy in bear (ep. 94)
- Blood+ – Carl Fei-Ong, The Phantom, McCoy, övriga röstroller
- Bobobo-bo Bo-bobo – Maloney Oni (first form)
- Digimon Data Squad – Marcus Damon
- Initial D – Shingo Shoji
- Naruto – Iruka Umino, Deidara (Episod 135)
- Naruto Shippuden – Iruka Umino
- Tekkonkinkreet – Vanilla
- Zatch Bell! – Doctor Riddles, Victoream

### Filmer
- A Hard Day's Day – The Moptops
- Assagunda: Desperate MILF – The Pizza Boy
- Bilal – Sa'ad ibn Abi Waqqas
- Bleach: Memories of Nobody – Kon
- Bleach: Fade to Black – Kon
- Ernest and Bertram – Bertram
- Final Fantasy VII: Advent Children – Reno
- Metal Gear Solid 2: Bande Dessinee – Raiden
- My Dinner With Jimi – Paul McCartney
- Road to Ninja: Naruto the Movie – Iruka Umino
- The Golden Blaze – Övriga röstroller
- Djungelboken - Mowglis äventyr – Bad Baboon 1, Wolf 3
- The Last: Naruto the Movie – Iruka Umino

### TV-serier
- Icons – Berättaren (Säsong 5+)
- Unusuals TV Promo – Berättaren (Säsong 1)

### Datorspel
| - Arc the Lad: Twilight of the Spirits – Kharg - Armored Core 4 – Sir Maurescu, Base Defense Force - Baten Kaitos Origins – Sfida Attendant - Batman: Arkham City – Nightwing - Batman: Arkham Origins – Alberto Falcone - The Bard's Tale – Övriga röstroller - Bloody Roar: Primal Fury – Xion the Unborn - Cartoon Network: Punch Time Explosion – Billy (Nintendo 3DS-versionen) - Call of Duty – Övriga röstroller - Call of Duty: United Offensive – Pvt. Ender - Champions of Norrath – Gol Nazyn - Champions: Return to Arms – Gol Nazyn - Command & Conquer: Generals – Pathfinder (U.S. Sniper) - Command & Conquer: Renegade – GDI Soldier/Civilian - Command & Conquer: Yuri's Revenge - Crash Bandicoot (serien) - The Wrath of Cortex – Dingodile (Okrediterad) - Mind Over Mutant – Övriga röstroller - Nitro Kart – Doctor N. Gin, Nitrous Oxide - Of the Titans – Övriga röstroller - Tag Team Racing – Chick Gizzard Lips - Twinsanity – Doctor N. Gin, The Evil Twins, Penguin - Crisis Core: Final Fantasy VII – Reno - Dead Head Fred – Olika röstroller - Dead Island – Olika röstroller - Digimon World Data Squad – Marcus Damon - Dynasty Warriors 7 – Zhong Hui - Dynasty Warriors 7: Xtreme Legends – Zhong Hui, Guo Jia - Dynasty Warriors 8 – Zhong Hui, Guo Jia - Dynasty Warriors 8: Xtreme Legends – Zhong Hui, Guo Jia - Emperor: Battle for Dune – Unit Response Voice - EverQuest II – Övriga röstroller - Fantastic Four – Classic Human Torch/Johnny Storm - Final Fantasy X – Isaaru, Bickson - Final Fantasy X-2 – Isaaru - Final Fantasy XIII-2 – Övriga röstroller - Gungrave: Overdose – Spike Hubie/Casino Manager - Gurumin: A Monstrous Adventure – Poco/Roger - Heroes of the Storm – Prince Kael'thas Sunstrider - Infamous – Photographer - Kessen III – Toshiie Maeda - Kingdom Hearts II – Axel - Kingdom Hearts II Final Mix – Axel - Kingdom Hearts Re:Chain of Memories – Axel - Kingdom Hearts 358/2 Days – Axel - Kingdom Hearts Birth by Sleep – Lea - Kingdom Hearts 3D: Dream Drop Distance – Lea - Kingdom Hearts HD 1.5 Remix – Axel - Kingdom Hearts HD 2.5 Remix - Axel/Lea - La Pucelle: Tactics – Croix - League of Legends - Jhin - Lightning Returns: Final Fantasy XIII – Övriga röstroller | - Mad Max – Övriga röstroller - Mass Effect 2 – Kolyat Krios, Bartender - Mass Effect 3 – Kolyat Krios - Marvel: Ultimate Alliance – Spider-Man/Peter Parker, Arcade - Metal Gear Solid 2: Sons of Liberty – Raiden - Metal Gear Solid 2: Substance – Raiden - Metal Gear Solid 4: Guns of the Patriots – Raiden - Metal Gear Solid: Portable Ops – Fox Soldier B - Metal Gear Rising: Revengeance – Raiden - Minority Report: Everybody Runs – Danny Witwer - Naruto-serien – Iruka Umino - No More Heroes – Henry - No More Heroes 2: Desperate Struggle – Henry - Onimusha: Blade Warriors – Kotaro Fuma - Orphen: Scion of Sorcery – Orphen - PlayStation All-Stars Battle Royale – Raiden - Rogue Galaxy – Monsha, Toady, Ugozl lo Burkaqua - Romancing SaGa – Scorn (uncredited) - Shellshock: Nam '67 – Corey, U.S. Soldiers, Pilots, Prisoner #10 - Skylanders: Trap Team – Dr. Krankcase - SOCOM II: U.S. Navy SEALs – Russian Spetznaz Operative: Bludshot - Sonic the Hedgehog – Silver the Hedgehog (2010–idag) (Krediterad som Derek Allen) - Colors – Silver the Hedgehog (DS-versionen) - Free Riders - Generations - Mario & Sonic at the Olympic Games (serien) - London 2012 - Rio 2016 - Sochi 2014 - Spider-Man: Friend or Foe – Venom - Star Wars: Droid Works – Eger Droid, and Tough Droid - Star Wars: The Old Republic – Hunter, Neuman - Tenchu: Wrath of Heaven – Tatsumaru - Tenchu 2: Birth of the Stealth Assassins – Wang Xiaoha - The Curse of Monkey Island – Mr. Fossey - The Wonderful 101 – Prince Vorkken - Tom Clancy's Ghost Recon 2 – Övriga röstroller - Tony Hawk's Downhill Jam – Interviewer Kevin Stabb - Twisted Metal: Head-On – One of the drunk guys who wakes up Mortimer Scharf (Shadow) - Valkyria Chronicles – Aged Gentleman, övriga röstroller - Warcraft III: The Frozen Throne – Prince Kael'thas Sunstrider, övriga röstroller - World of Warcraft: The Burning Crusade – Prince Kael'thas Sunstrider, High Botanist Freywinn - World of Warcraft: Wrath of the Lich King – Captain Brandon, Festergut - X-Men Legends II: Rise of Apocalypse – Banshee, Abyss - Zatch Bell! Mamodo Battles – Doctor Riddles, Victoream - Zatch Bell! Mamodo Fury – Doctor Riddles, Haru, Victoream - Dying Light – Irwin |